# Pseuderanthemum latifolium
Pseuderanthemum latifolium es una especie de planta floral del género Pseuderanthemum, familia Acanthaceae.
Especie nativa de Assam, Bangladés, Borneo, Camboya, China (Himalaya oriental, Hainan), India, Laos, Birmania, Nepal, Sri Lanka, Tailandia y Vietnam.